# Садки (Бердичевский район)
Са́дки (укр. Садки) — село на Украине, основано в 1617 году, находится в Бердичевском районе Житомирской области.
Код КОАТУУ — 1820885601. Население по переписи 2001 года составляет 430 человек. Почтовый индекс — 13354. Телефонный код — 4143. Занимает площадь 1,345 км².

## Адрес местного совета
13354, Житомирская область, Бердичевский р-н, с. Садки